# Leopold Delisle
Leopold Víctor Delisle (Valognes, 24 de octubre de 1826 - Chantilly 22 de julio de 1910) fue un historiador, paleógrafo y bibliófilo, además de bibliotecario francés, director general de la Biblioteca Nacional de Francia de 1874 a 1905.

## Los principios

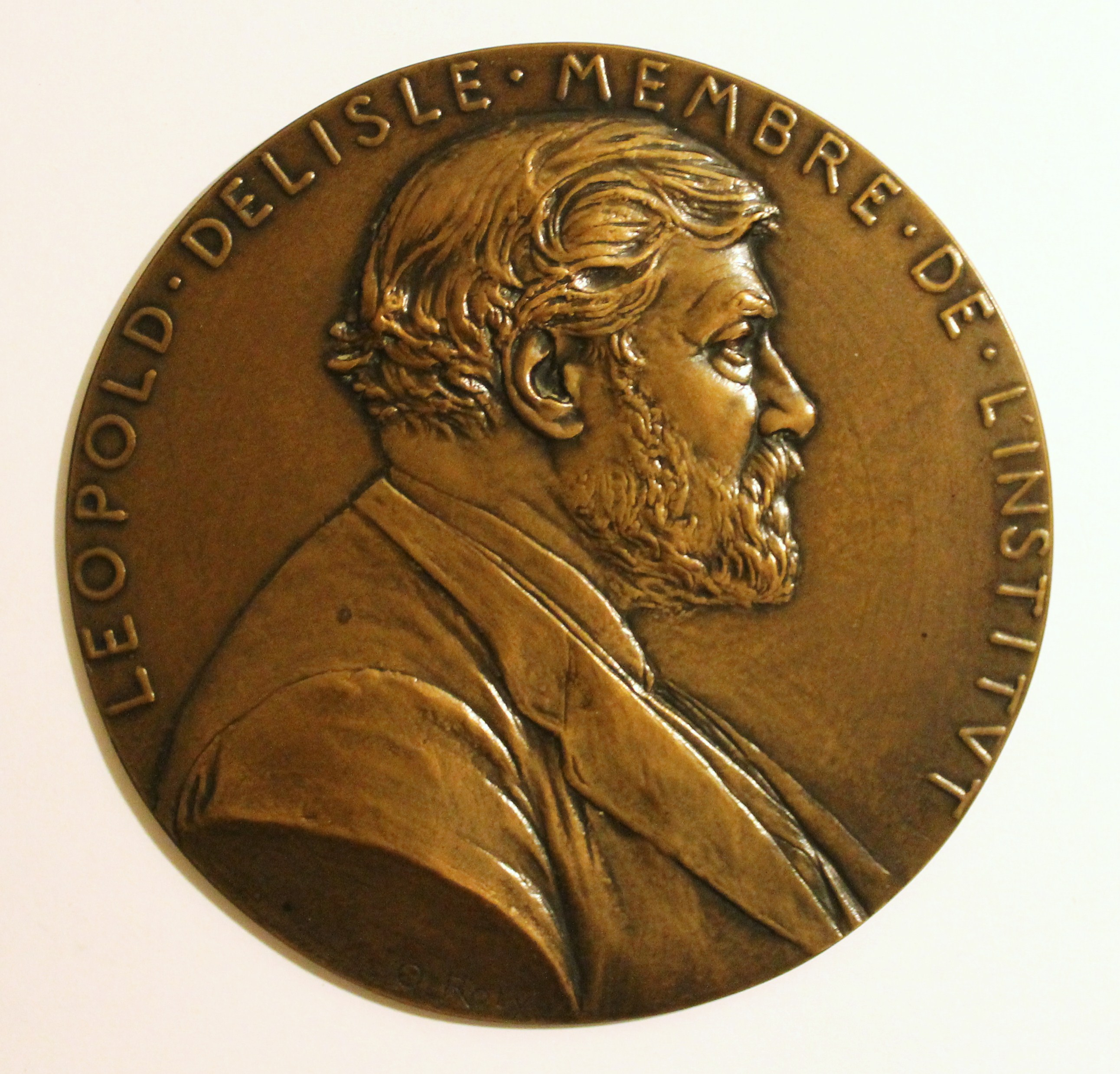
Medalla de Leopold Delisle de Oscar Roty

Léopold Delisle se educó en Valognes, donde frecuentó al historiador y arqueólogo Charles de Gerville, quien lo introdujo en el estudio de las fuentes manuscritas de la Normandía medieval. Completó brillantes estudios en la École des Chartes con una tesis titulada Essai sur les revenus publics en Normandie au XIIe siècle (1849). Dedicando sus primeras investigaciones a la historia de su provincia natal, su obra Études sur la condition de la classe agricole et l'état de l'agriculture en Normandie au Moyen Âge (1851), que condensa una enorme masa de hechos extraídos de los archivos locales, fue reimpreso en 1905 sin cambios y continúa siendo autorizado.
En 1852 fue reclutado a la edad de 26 años para el Departamento de Manuscritos de la Biblioteca Nacional francesa. Reconocido ya para entonces como autor de varios inventarios de manuscritos de valor inestimable, cuando el gobierno decidió imprimir un catálogo general de los impresos de la biblioteca, Delisle fue el responsable de esta gran empresa en la que tomó parte activa. Completó los cuatro volúmenes del Gabinete de Manuscritos de la Biblioteca Imperial en 1881. Dio una historia detallada de la biblioteca y su gestión en el prefacio del primer volumen (1897).

## La Biblioteca Nacional de Francia
En 1874 sucedió a Jules-Antoine Taschereau como administrador general de la Biblioteca Nacional, cargo que ocupó hasta 1905. Bajo su administración, se enriqueció con numerosos obsequios, legados y adquisiciones, en particular con la compra de parte de los manuscritos del conde de Ashburnham. Demostró que la mayor parte de los manuscritos de origen francés que Ashburnham había adquirido en Francia, en particular los comprados al librero Barrois, habían sido robados por Guillaume Libri, inspector general de Bibliotecas bajo el rey Luis Felipe I y obtenidos por orden ministerial, para la biblioteca, la autorización de recompra de los manuscritos. Luego realizó el Catálogo de manuscritos de las colecciones Libri y Barrois (1888) en el que se registra toda la historia de la colección de estos manuscritos. 
Inaugura y teoriza el tratamiento en colecciones de determinados documentos: “Muchas veces existe un interés real por formar y mantener en orden ciertas colecciones de piezas que no son imprescindibles y que llevaría demasiado tiempo enumerar y catalogar una a una. Estarán compuestos por colecciones ficticias, cada una dedicada a un tema bien determinado.».
Elegido miembro de la Academia de Inscripciones y Bellas Letras en 1859 y recibido en la Academia de Ruán el 10 de enero de 1868, colaboró en los volúmenes xxii y xxiii de la Colección de Historiadores de Francia (1865) que son valiosos para la historia social de Francia en el siglo XIII.

## El erudito
La jubilación de la asociación, tras sus cincuenta años de presencia en la Biblioteca Nacional, se celebró el 8 de marzo de 1903. Después de su retiro, el 21 de febrero de 1905, dio una serie de informes oficiales y de catálogo, así como una descripción de los libros impresos y manuscritos del Museo Condé en Chantilly dejados por el duque de Aumale en el Instituto de Francia. Escribió muchos informes oficiales y valiosos catálogos con un gran número de memorias y monografías sobre puntos relacionados con la paleografía y el estudio de la historia y la arqueología (Mélanges de palaéographie et de bibliographie (1880) con un atlas y artículos en el Álbum Paléographque (1887).
Entre sus obras puramente históricas, cabe destacar su Memoria sobre los actos de Inocencio III (1857) y su Memoria sobre las operaciones financieras de los templarios (1889), una colección de documentos de altísimo valor para la historia de la economía. El trigésimo segundo volumen de la Histoire littéraire de la France, que es en parte obra suya, es de gran importancia para el estudio de las crónicas latinas siglo XIII.
Delisle fue considerado sin duda como el europeo más erudito en lo que respecta a la Edad Media. Wilfrid Blunt lo describió en su Life of Sydney Cockerell como la mayor autoridad de su tiempo en manuscritos. Su conocimiento de la diplomática, la paleografía y la imprenta fue profundo. Su poder de trabajo en los catálogos fue fenomenal y los servicios que prestó a este respecto a la Biblioteca Nacional no pueden subestimarse. Se había casado con Laure Burnouf, hija del orientalista Eugène Burnouf, quien fue su colaborador durante muchos años.
Está enterrado en el cementerio del Père-Lachaise.

## Reconocimientos
Recibió un doctorado honorario de la Universidad Jaguelónica de Cracovia en 1900.
En 1938, una calle de París tomó su nombre (13º distrito): este es el camino que continúa rue du Docteur-Magnan, entre rue de Gentilly y rue Edison.
Una sala dentro de las nuevas instalaciones de la Escuela Nacional de Cartas, en 65 rue de Richelieu (2º distrito), lleva su nombre.

## Condecoraciones
- Gran oficial de la Legión de Honor
- Pour le Mérite (Prusia)

## Obras
Su ingente volumen de publicaciones y obras hace que la siguiente sea simplemente una lista de referencia, mejorable:

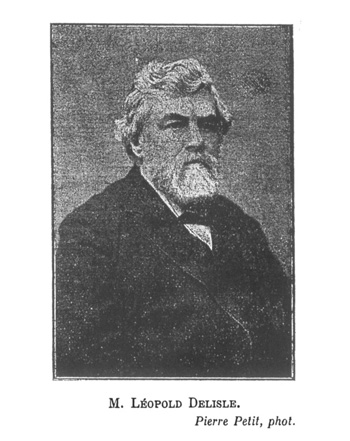
Fotografía de L. Delisle por P. Petit

### Catalogación y archivística
- Le cabinet des manuscrits de la Bibliothèque impériale; étude sur la formation de ce dépôt comprenant les éléments d'une histoire de la calligraphie de la miniature, de la reliure, et du commerce des livres à Paris avant l'invention de l'imprimerie, 3 vols. en fol., París, Imprenta Imperial, 1868-1881.
- Les cartulaires de la baronnie de Bricquebec, Saint-Lô, F. Le Tual, 1899
- Recueil des actes de Henri II, roi d'Angleterre et duc de Normandie, concernant les provinces françaises et les affaires de France, 3 vols., París, Impr. nacional, C. Klincksieck, 1916-1930
- Cartulaire normand de Philippe-Auguste, Louis VIII, saint Louis et Philippe le Hardi, Caen, Sociedad de Anticuarios de Normandía, 1882
- Actes normands de la Chambre des comptes sous Philippe de Valois (1328-1350), Rouen, A. le Brument, 1871
- Les cartulaires de la baronnie de Bricquebec, Saint-Lô, F. Le Tual, 1899
- Fragments d'une chronique inédite relatifs aux événements militaires arrivés en Basse-Normandie de 1353 à 1389, Saint-Lô, F. Le Tual, 1895
- Études sur la condition de la classe agricole et l'état de l'agriculture en Normandie au Moyen Âge, París, H. Champion, 1903 Nueva York, B. Franklin 1969, 1851
- Cartulaire normand de Philippe-Auguste, Louis VIII, Saint-Louis et Philippe-le-Hardi, Ginebra, Mégariotis, 1978, 1882
- Catalogue des livres imprimés ou publiés à Caen avant le milieu du XVIe siècle, Caen, L. Jouan, 1903-1904
- Instructions élémentaires et techniques pour la rédaction d'un catalogue de manuscrits et pour la rédaction d'un inventaire des incunables conservés dans les bibliothèques de France, París, H. Champion, 1910 ( 1 ed. : 1890)
- Mandements et actes divers de Charles V (1364-1380) recueillis dans les collections de la Bibliothèque Nationale, París, Imprimerie nationale, 1874
- Notice sur les manuscrits du «Liber floridus» de Lambert, chanoine de Saint Omer, París, Impr. nacional, 1906
- Recherches sur la librairie de Charles V, Rey de Francia, 1337-1380, Amsterdam, G. Th. van Heusden, 1967, 1907
- Rouleaux des morts du IXe au XVe siècle, París, Sra. V J. Renouard, 1866

### Biblioteconomía
- Chronique de Robert de Torigni, abbé du Mont-Saint-Michel: suivie de divers opuscules historiques de cet auteur et de plusieurs religieux de la même abbaye: le tout publié d'après les manuscrits originaux, Rouen, A. Le Brument, Bibliotecario de la Sociedad de Historia de Normandía, 1872-1873
- Essai sur l'imprimerie et la librairie à Caen de 1480 à 1550, Caen, H. Delesques, 1891* Instructions élémentaires et techniques pour la mise et le maintien en ordre des livres d’une bibliothèque, Lille, L. Danel, 1890.
- Littérature latine & histoire du Moyen Age, París, E. Leroux, 1890

### Historia
- Testament de Blanche de Navarre, Reine de France, en Mémoires de l'Histoire de Paris et de l'Île-de-France, XII, 1885, pp. 1-64.
- Mémoire sur les opérations financières des Templiers, Ginebra, Slatkine-Megariotis Reprints, 1975, 1889.

### Paleografía
- Mélanges de paléographie et de bibliographie, París, Champion, 1880, donde cabe resaltar dos artículos de interés para la historia de España:
  - Manuscrits de l’abbaye de Silos acquis par la Bibliothéque Nationale de Paris, en sus Mélanges de paléographie et de bibliographie (París, 1880), pp. 53-117
  - Les manuscrits de l’Apocalypse de Beatus conservés à la Bibliothèque Nationale et dans le cabinet de M. Didot, en sus Mélanges de paléographie et de bibliographie (París, 1880), pp. 117-148